# Jasper Schaaf
Jasper Willem Schaaf (Groningen, 4 oktober 1950) is een Nederlandse marxistische filosoof en politicus.

## Werkzaamheden
Schaaf studeerde in de jaren zeventig filosofie aan de Rijksuniversiteit Groningen. In 1993 promoveerde hij op De dialectisch-materialistische filosofie van Joseph Dietzgen. Vanaf eind jaren '70 was Schaaf als docent verbonden aan de Hannie Schaft Akademie, de later de Academie voor Sociale Studies van de Hanzehogeschool Groningen werd. Op 1 juni 2008 werd hij door de Academie ontslagen na een arbeidsconflict over een uit de hand gelopen correspondentie met een studente. Naar eigen zeggen is Schaaf 'eruit gewerkt' vanwege zijn activistische verleden en zijn 'lastige' rol in de medezeggenschap.

### Politiek
Schaaf was fractiemedewerker voor de Groningse gemeenteraadsfractie van de toenmalige PSP. In 1975 stapte hij over naar de CPN waar hij bleef tot de fusie van de partij in GroenLinks, waarna hij zich aansloot bij de "horizontalen" van de VCN, later NCPN. In 2004 werd Schaaf lid van de SP. Sinds maart 2006 zat hij namens die partij in de gemeenteraad van Groningen; vanaf december 2006 tevens als fractievoorzitter. In december 2008 trad hij af als raadslid nadat hij een baan had aanvaard in Almelo.